# Аддо, Генри
Генри Аддо (англ. Henry Addo; род. 1 мая 2003, Гана) — ганский футболист, нападающий клуба «Маккаби» Тель-Авив.

## Карьера

### «Жилина»

#### Начало карьеры
Воспитанник ганской футбольной академии «Жилина Африка», которая входит в состав словацкого клуба «Жилина». В октябре 2021 года перешёл в словацкий клуб, где присоединился к юношеской команде в возрастной категории до 19 лет, отправившись выступать в юношеской лиге УЕФА. В феврале 2022 года футболист стал подтягиваться к матчам с основной командой. Дебютный матч за клуб сыграл 14 февраля 2022 года против клуба «Ружомберок», выйдя на поле в стартовом составе. Также футболист стал привлекаться ко второй команде клуба, за которую дебютировал 10 апреля 2022 года в матче против клуба «Гуменне». По итогу дебютного сезона вместе с клубом заняли итоговое шестое место в чемпионате, результативными действиями не отличившись. 

#### Сезон 2022/23
Новый сезон начал с матча 16 июля 2022 года против клуба «Тренчин», выйдя на замену на 72 минуте. Однако закрепиться в основной команде клуба у футболиста не вышло, отправившись выступать за вторую команду. Первый матч за клуб сыграл 30 июля 2022 года против миявского «Спартака». Первым результативным действием за команду отличился 16 октября 2022 года в матче против клуба «Дольни-Кубин», отдав голевую передачу. Дебютными голами за клуб отличился 5 марта 2023 года в матче против клуба «Рача», оформив дубль и отдав голевую передачу. Дебютным голом за основную команду клуба отличился 20 мая 2023 года в матче против трнавского «Спартака». По итогу сезона вместе с клубом заверишил чемпионат на итоговом шестом месте, заработав право на участие в квалификациях Лиги конференций УЕФА. На протяжении сезона выступал преимущественно за вторую команду клуба, за которую успел отличиться 4 забитыми голами и 2 голевыми передачами, а также своим единственным забитым голом за основную команду.

#### Сезон 2023/24
В июле 2023 года вместе с клубом отправился на квалификационные матчи Лиги конференций УЕФА. Первый матч в рамках еврокубкового турнира сыграл 13 июля 2023 года против эстонской «Левадии». Первым результативным действием в сезоне отличился 27 июля 2023 года в матче второго квалификационного раунда против бельгийского «Гента», отдав голевую передачу. Первый матч в чемпионате сыграл 30 июля 2023 года против клуба «Ружомберок», выйдя на поле в стартовом составе и отличившись забитым дублем. По итогу ответной встречи 3 августа 2023 года бельгийский «Гента» также оказался сильнее и прошёл в следующий квалификационный раунд, а сам отличился очередной результативной передачей. Футболист смог быстро закрепиться в основной команде клубе, чередуя матчи в стартовом составе и со скамейки запасных, за первую половину сезона отличившись 6 забитыми голами и 4 результативными передачами. Также провёл несколько матчей за вторую команду клуба, за которую успел отличиться забитым голом и результативной передачей.

### «Маккаби» Тель-Авив
В феврале 2024 года перешёл в израильский клуб «Маккаби» Тель-Авив, подписав контракт до конца июня 2027 года. Дебютировал за клуб 10 марта 2024 года в матче против иерусалимского клуба «Бейтар», выйдя на замену на 70 минуте. Однако затем больше не сыграл ни матча за израильский клуб в сезоне. По итогу дебютного сезона вместе с клубом стал победителем чемпионата. Новый сезон начал с победы за Суперкубок Израиля, где в финале 15 июля 2024 победили клуб «Маккаби» Петах-Тиква. В июле 2024 года вместе с клубом отправился на квалификационные матчи Лиги чемпионов УЕФА, где по сумме встреч уступили румынскому клубу ФКСБ. Дебютными забитыми голами за клуб отличился 29 августа 2024 года в матче квалификационного раунда Лиги Европы УЕФА против сербского клуба ТСЦ, оформив дубль, также выйдя в общий этап еврокубкового турнира. Первый матч в чемпионате сыграл 1 сентября 2024 года против клуба «Маккаби» Петах-Тиква, выйдя на замену на 67 минуте. Первый матч в рамках общего этапа Лиги Европы УЕФА сыграл 26 сентября 2024 года против португальской «Браги», выйдя на замену на 66 минуте. Своим дебютным забитым голом в чемпионате отличился 10 ноября 2024 года в матче против клуба «Бней Сахнин». По итогу общего этапа Лиги Европы УЕФА вместе с клубом не вышел в стадию плей-офф, завершив своё выступление на турнире. По итогу сезона вместе с клубом стал победителем чемпионата. На протяжении сезона выступал за клуб в роли игрока замены, отличившись 3 забитыми голами во всех турнирах.
Новый сезон начал с поражения за Суперкубок Израиля, где в финале 13 июля 2025 года уступили клубу «Хапоэль» Беэр-Шева, однако сам футболист остался на скамейке запасных. В июле 2025 года вместе с клубом отправился на квалификационные матчи Лиги чемпионов УЕФА.

## Достижения
«Маккаби» Тель-Авив
- Чемпион Израиля (2): 2023/24, 2024/25
- Обладатель Суперкубка Израиля: 2024